# Rostrinucula
Rostrinucula, biljni rod iz porodice medićevki smješten u tribus Pogostemoneae, dio potporodice Lamioideae. Pripadaju mu dvije vrste grmova, obje kineski endemi. Rod je opisan 1929. Tipična vrsta je R. dependens. Često je uključivan u Leucosceptrum.

## Opis
To su neobični, otporni, listopadni grmovi s lučno izbočenim stabljikama aromatičnog tamnozelenog kopljastog lišća, sličnog onima buddleje, i visećim gronjama šiljastih blijedoružičastih cvjetova koji se pojavljuju od kraja ljeta do jeseni.

## Vrste
1. Rostrinucula dependens (Rehder) Kudô
2. Rostrinucula sinensis (Hemsl.) C.Y.Wu